# Hornický lidový dům (Kladno)
Hornický lidový dům, též Společenský dům Hornický - Lidový je památkově chráněná stavba v Kladně. Původně to byl spolkový dům Čs. sociální demokracie, dnes sídlo České spořitelny.

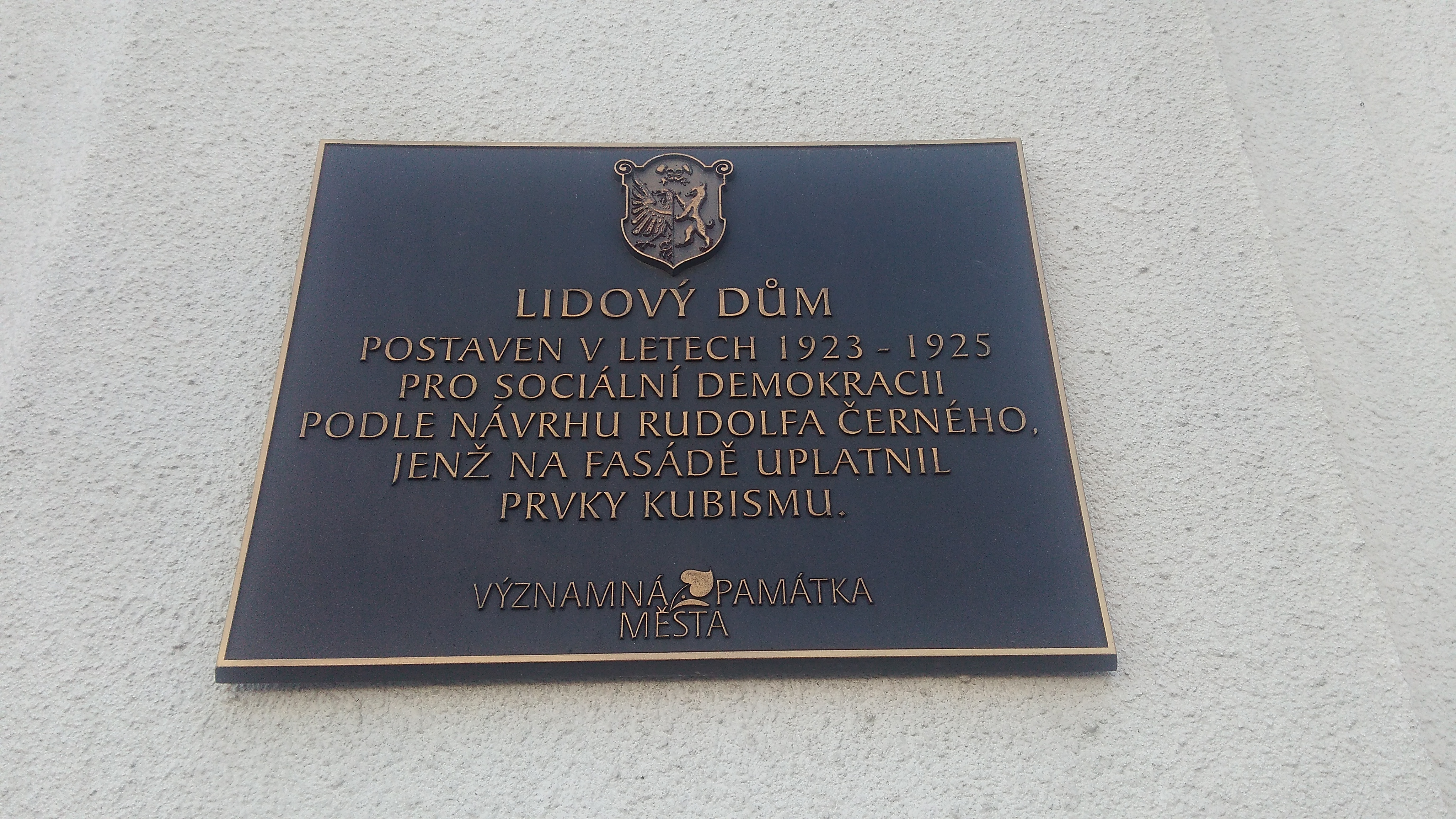
Hornický lidový dům, pamětní deska

## Historie
V roce 1921 po vzniku Komunistické strany Československa sociální demokracie přišla o své původní kladenské sídlo Dělnický dům, který zabrala nově založená KSČ.
Sociální demokracie byla nucena si postavit sídlo nové. V roce 1922 se jí podařilo získat parcelu na rohu Nového náměstí (dnes Náměstí Svobody) a tehdejší Denisovy třídy (dnes ulice Čs. armády). Nový dům byl postaven jako reprezentativní sídlo podle návrhu architekta Rudolfa Černého (1890–1977), stavěla ho kladenská stavební firma Emila Hraběte v letech 1923–1925. Rohová stavba v části dnešního Náměstí Svobody navazuje na vedlejší budovu kladenské polikliniky od téhož architekta společně s Václavem Stádníkem. Budova byla slavnostně otevřena 30. května 1925. V kladenském archivu je uložen Pamětní list vydaný k otevření Lidového domu v Kladně ve dnech 30.–31. května 1925.
V budově Čs. sociální demokracie přednesl předvolební projev komunistický poslanec Klement Gottwald.
Koncem 30. letech se Čs. sociální demokracie dostala do finančních potíží a budovu byla nucena dát do dražby. Lidový dům koupilo ministerstvo veřejných prací, budova pak změnila majitele ještě několikrát.
V roce 1992 v rámci malé privatizace byl objekt prodán majitelem Restaurací a jídelen Slaný soukromému podnikateli, který ho v roce 1998 prodal České spořitelně.
V 60. letech 20. století bylo v budově zřízeno první širokoúhlé 70 mm kino v Kladně, v době svého uvedení do provozu nejmodernější v širokém okolí.
Do roku 1973, kdy byl postaven a uveden do provozu Dům kultury v městské části Sítná, byl Hornický lidový dům střediskem kulturního života města Kladna.

## Architektura budovy
Pro architekta nebylo snadné se vyrovnat s nepříliš širokou a navíc rohovou parcelou. Mistrně nedostatky parcely vyřešil a navrhl fasádu s prvky kubismu i české moderny.
Poloha parcely architekta inspirovala ke zpracování projektu dvojdomu se vzájemně propojeným vnitřním schodištěm přístupným do budovy ze dvou vstupů ze dvou stran. Dvoupatrový komplex dvou budov se železobetonovou konstrukcí pojal v sobě současně spolkový dům, restauraci, sály (největší sál mohl sloužit i jako tělocvična) a provozní prostory. Důmyslné propojení objektu systémem schodišť současně umožňovalo společné i oddělené využití prostor.
Opravou budovy na začátku 21. století na své nové reprezentativní sídlo zachovala Česká spořitelna beze změny exteriér budovy, ale velmi důmyslně promyšlené vnitřní prostory dvojité budovy byly rekonstrukcí zcela zničeny a nenávratně zanikly.
V 1. poschodí a na schodišti budovy byla do roku 2019 umístěna Galerie České spořitelny s výstavami předních kladenských i mimokladenských fotografů, jejichž organizátorem byl kladenský fotograf Jiří Hanke.
Hornický lidový dům v Kladně architekta Rudolfa Černého byl před rekonstrukcí Českou spořitelnou zcela osobitý a ojedinělý architektonický projekt.

## Interiéry budovy
Do budovy se vcházelo dvěma vchody – hlavní byl z Denisovy třídy (dnes ulice Čs. armády), boční z Nového náměstí (dnes Náměstí Svobody).
Dvojdům obsahoval vlastní spolkový dům s dvěma sály umístěnými nad sebou. Do Spolkového domu se vcházelo z Nového náměstí (dnes Náměstí Svobody). V suterénu bylo umístěno technologické zázemí, v přízemí byt domovníka a obchod. V 1. patře spolkové místnosti, v druhém patře hotel s dvanácti pokoji. Největší sál velikosti 375 m2 byl tělocvičnou Dělnické tělocvičné jednoty, do roku 1973 sloužil i jako sál taneční. Druhý menší sál s galerií a vysokými okny byl v patře nad tělocvičnou a byl určen a využíván k divadelním a filmovým představením.
Restaurace s vlastním bočním vchodem z Denisovy třídy (dnes ulice Čs. armády) byla v přízemí. V suterénu byla vinárna, v patře kavárna s výhledem na část města, na obzoru na horu Říp a vrcholy Českého Středohoří v čele s Milešovkou. Prostory byly propojeny schodištěm, výtahem a točitým schodištěm s centrální kuchyní.